# Radioastronomie
Radioastronomia este un domeniu al astronomiei care studiază corpurile cerești pe baza informațiilor date de undele radio provenite de la acestea.

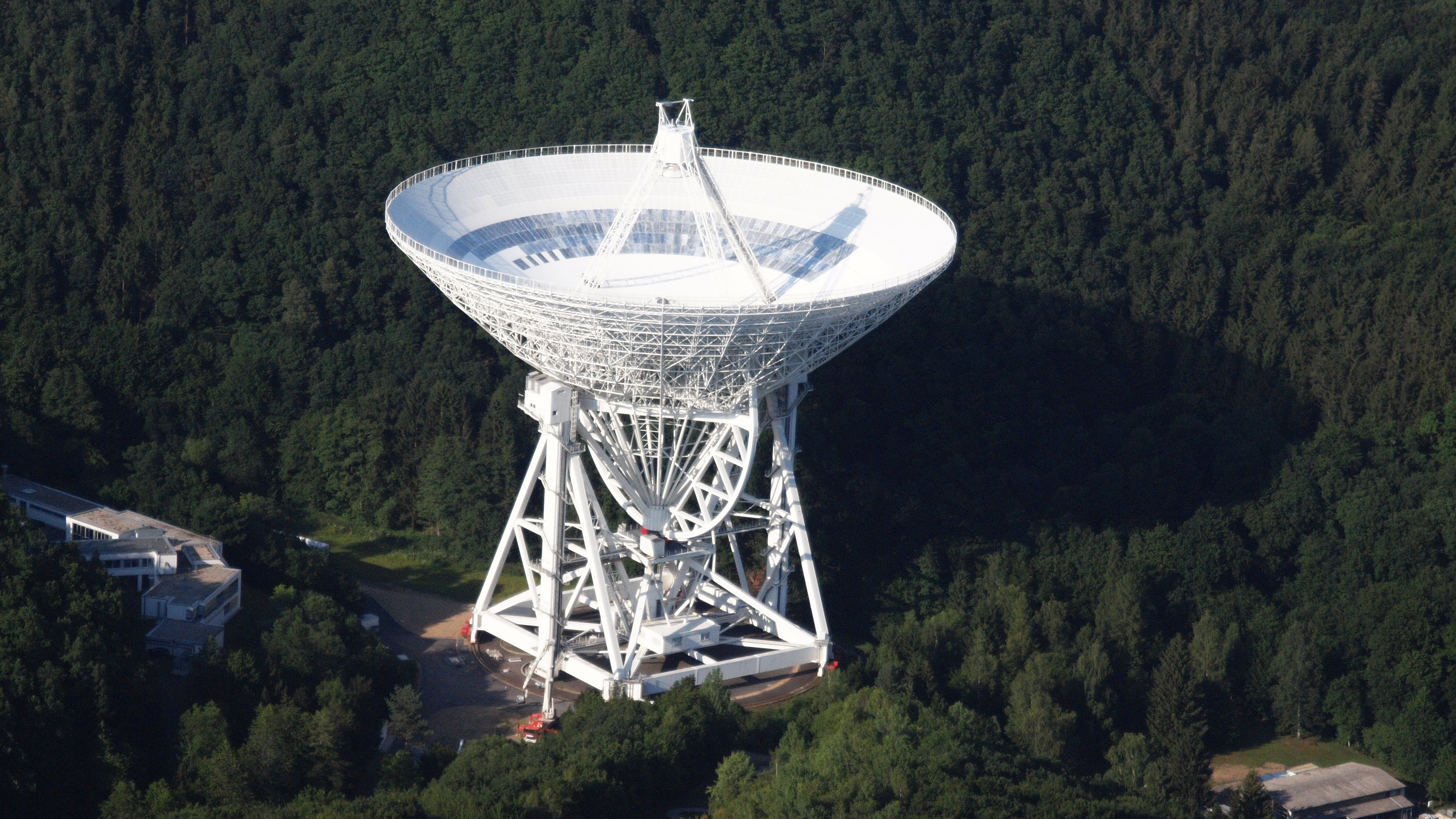
radiotelescopul Effelsberg din Bad Münstereifel, Germania

Unul dintre marile avantaje ale radioastronomiei constă în distanța până la care se poate ajunge în spațiu cu radiotelescoape. Aceasta este de câteva ori mai mare decât aceea la care se ajunge cu cele mai puternice telescoape optice. Puține surse radio sunt obstrucționate de către alte corpuri cerești, cum este cazul la unde optice, deoarece undele radio pot călători și în aproape toate formele de materie și gaz interstelar.
Gama de frecvențe radio care sunt studiate în radioastronomie sunt încadrate în sus de către trecerea spre astronomie cu raze infraroșii la ca. 1 Thz, iar în jos sunt încadrate de către ionosferă, care reflectă toate undele radio cu o frecvență mai mică decât ca. 10 MHz. Faptul că ionosfera reflectă undele radio a fost un impuls puternic pentru dezvoltarea comunicației transatlantice și globale.

## Istoric
Primul semnal radio de origine extraterestră a fost captat de către fizicianul american Karl Jansky în 1933. După el este numită unitatea pentru densitatea fluxului spectral de radiație, 1 Jansky (1 Jy).
Grote Reber reia cercetările, dar la o scară mai amplă, construind primul radiotelescop.
Emisia radio a Soarelui a fost observată pentru prima dată în 1942, prima radio-sursă (Lebăda A) a fost detectată în 1946, iar emisia hidrogenului neutru în linia de 21 cm a fost observată în 1951.
Sub impulsul evoluției electronicii, radioastronomia s-a dezvoltat foarte mult în ultima jumătate de secol.

## Fereastra atmosferică

Fereastra astronomică

Atmosfera terestră absoarbe radiația electromagnetică din marea parte a domeniilor: infraroșu, UV, raze X și raze gamma. De pe suprafața Pământului se pot face deci observații doar în domeniul infraroșu apropiat, optic și radio. Cunoscând spectrul radiațiilor corpului negru, astronomii au dedus în mod corect în urmă cu un secol că stelele cu spectre aproapiate de corpul negru ar fi nedetectabil slabe ca surse radio și au presupus în mod incorect că nu ar exista alte surse radio cerești.

## Realizări
Radioastronomia a dus noi cunoștințe despre Soare, Lună și planete, despre Galaxia nostră și Metagalaxie.
A pus în evidență forma spirală a brațelor Galaxiei noastre, a adus date privind legătura dintre razele cosmice și exploziile de supernove în care iau naștere radiounde, a permis sondarea celor mai îndepărtate regiuni accesibile ale Metagalaxiei. De asemenea, deoarece doar undele optice și cele radio sunt observabile de pe suprafața planetei, radioastronomii au descoperit corpuri care emit unde radio puternice precum: pulsari, radiogalaxii, quasari și de asemenea obiecte foarte reci precum: nori interstelari moleculari sau radiația cosmică de fond, proveniind din însuși Big Bang.